# Верн (гора)
Гора Верн — гора (1632 м) знаходиться в 6 морських милях (11  км) на схід від Бонгрейну, в південній частині острова Пуркой Пас, біля західного узбережжя Землі Ґреяма.
Вона була відкрита і обстежена у 1909 р. Французькою антарктичною експедицією під керівництвом Шаркота.
Гору назвали назвали на честь Жуля Верна, автора «Двадцяти тисяч льє під водою». Інші вершини на острові Пуркой Пас названі іменами персонажів цієї книги.